# Bitheca steyskali
Bitheca steyskali is een vliegensoort uit de familie van de mestvliegen (Sphaeroceridae). De wetenschappelijke naam van de soort is voor het eerst geldig gepubliceerd in 1980 door Deeming.